# Euvrilletta arizonica
Euvrilletta arizonica là một loài bọ cánh cứng thuộc chi Euvrilletta trong họ Ptinidae.